# Сулейман ибн Али
Сулейма́н ибн Али́ (араб. سليمان ابن علي‎; ум. в 1668 или 1669 году в Уяйне) — исламский богослов из Неджда (совр. Саудовская Аравия), кади городов Раудат-Судейр и Уяйна, отец Абд аль-Ваххаба ибн Сулеймана и дед Мухаммада ибн Абд аль-Ваххаба.

## Биография
Сулейман ибн Али родился в городе Ушайкар (араб. أشيقر‎), который контролировался тамимитским родом Вашм (араб. وشم‎). Начальное шариатское образование получил там же, в Ушайкаре. Затем жители Раудат-Судейра (араб. روضة سدير‎; минтака Судайр, Саудовская Аравия) пригласили его в свой город в качестве судьи (кади). Разногласия с местной знатью привели к переезду в Уяйну (араб. عيينة‎), где он также занял пост судьи и стал муфтием. В Уяйне Сулейман ибн Али женился на дочери шейха Ахмада ибн Мухаммада ибн Бассама — Фатиме, которая родила для него двух сыновей — Абд аль-Ваххаба и Ибрахима.
Сулейман ибн Али умер в 1668 или 1669 году и был похоронен в Уяйне.